# Милада Карбанова
Милада Карбанова удата Матоушова (чеш. Milada Karbanová; Јаблонец на Ниси, 27. март 1948) бивша је чехословачка атлетичарка, специјалиста за скок увис, европска првакиња у дворани и двосрука учесница Летњих олимпијских игара.

## Спортска биографија
У младости је играла кошарку за Локомотиву из Либереца. Атлетску каријеру започела је 1963. године у Словану из Либереца. У 1968. је прешла у атлетски клуб ЛИАЗ Јаблонец на Ниси, где је остала до 1979., прво под вођством Павла Чехака а касније Јана Јанку.
Прву медаљу на међународној сцени освојила је 1971. на 2. Европском првенству у дворан у Софији, (Бугарска). Да би се освојила златна медаља, морало се прескочити 1,80 м, што је Карбановој успело из првог покушаја. Бивши фавирити  Рита Шмит из Источне Немачке и Антонина Лазарева из Совјетског Савеза завршиле су на детом и једанаестом месту. Исте године на Европском првенству на отвореном у Хелсинкију, завршила је на 7. месту (1,78 м). Годину дана касније, на првенству у дворани у Греноблу, (Француска) делила је 9. место са 1,76. Насупрот њој победница Рита Шмит скоком од 1,90 м поставила нови светски рекорд у дворани. Следеће 1973. освојила је бронзану медаљу на Европском дворанском првенству у Ротердаму.

## Покушаји обарања светског рекорда
Карбанова је имала веома успешну сезону 1974. Она је 26. фебруара поправила рекорд Чехпсловаче у дворани на 1,90 м. Ту висину су прескочиле она и Роземари Акерман из Источне Немачке, када је Карбанова покушала оборити и светски рекорд у дворани 1,92 м који је Рита Шмит поставила 17. фебруара. Летвица је подигнута на 1,93 м, али није могла да је прескочи. то је био трећи покушај кроз историју, када је нека чехословачка висашица покушала да постигне нови светски рекорд. Исте године освојила је сребрну медаљу на Европском првенству у дворани у Гетеборгу са 1,88 м.
На Европском првенству у атлетици у Риму, није успела да скочи 1,91 м, а освојила је сребрну медаљу. Бољ од ње била је Розмаре Акерман, која је скочила 1,95 м. Резултат Карбанове је за 3 цм поправио је национални рекорд на отвореном.

## Олимпијске игре
Двапут се квалификовала за Летње олимпијске игре. Године 1972. на Олимпијским играма 1972 у Минхену завршила у као 22. у финалу. Четири места изнад била је Алена Проскова а на 15. месту била и је трећа Чехословакиња Милослава Хубнерова.
На Олимпијским играма 1976. у Монтреалу  у финалу је скочила 1,81 м и заузела 19. место.

## Домаћи успеси
Милада Карбанова је четворострука првакиња Чехословачке на отвореном: 1970. (1,74 м); 1973. (1,78 м); 1977. (1,90 м); 1978. (1,85 м). У дворани освојила је једну тикулу више:1968. (1,65 м) 1972. (1,76 м) 1974. (1,83 м) 1977. (1,82 м), и 1978. (1,87 м).
Богату спортску каријеру завршила на 1978. на Европском првенству на орвореном 1978. у Прагу. где је у финалу завршила на 14. месту.

## Значајнији резултати
| Год.         | Такмичење                    | Место                   | Пласман      | Резултат     | Детаљи       |              |
| Чехословачка | Чехословачка                 | Чехословачка            | Чехословачка | Чехословачка | Чехословачка | Чехословачка |
| ------------ | ---------------------------- | ----------------------- | ------------ | ------------ | ------------ | ------------ |
| 1971.        | Европско првенство у дворани | Софија, Бугарска        |              | 1,80         |              |              |
| 1972.        | Европско првенство у дворани | Гренобл, Француска      | = 9.         | 1,76         |              |              |
| 1972.        | Олимпијске игре              | Минхен, Западна Немачка | 29.          | 1,76         |              |              |
| 1973.        | Европско првенство у дворани | Ротердам, Холандија     |              | 1,86         |              |              |
| 1974.        | Европско првенство у дворани | Гетеборг, Шведска       |              | 1,88         |              |              |
|              | Европско првенство           | Рим, Италија            |              | 1,91         |              |              |
| 1976.        | Европско првенство у дворани | Минхен, Западна Немачка |              | 1,86         |              |              |
| 1976.        | Олимпијске игре              | Монтреал, Канада        | 19.          | 1,81         |              |              |

## Лични рекорди
| Дисциплина               | Резултат | датум             | Место  | Белешка |
| ------------------------ | -------- | ----------------- | ------ | ------- |
| Скок увис — на отвореном | 1,92     | 6. август 1977.   | Тринец |         |
| Скок увис — у дворани    | 1,90     | 26. фебруар 1974. | Праг   |         |